# Cataxia victoriae
Espèce
Synonymes
- Homogona victoriae Main, 1985

Cataxia victoriae est une espèce d'araignées mygalomorphes de la famille des Idiopidae.

## Distribution
Cette espèce est endémique du Victoria en Australie.

## Étymologie
Son nom d'espèce  lui a été donné en référence au lieu de sa découverte, le Victoria.

## Publication originale
- Main, 1985 : Further studies on the systematics of Australian ctenizid trapdoor spiders: Description of a new species of Homogona Rainbow from Victoria (Mygalomorphae: Ctenizidae). Victorian Naturalist, vol. 102, p. 16-19 (texte intégral).